# Szupersztrátum
A szupersztrátum (eredete a latin superstratum, a super- ’felső-’ és a stratum ’réteg’ szavakból) a nyelvészetben használatos szakkifejezés: felsőbb nyelvi réteg, amely nyelvcsere során (pl. hódításkor) a magasabb kultúrájú vagy nagyobb számú lakosság (hódítók) nyelvének hatását jelenti az átvevő (meghódított) nép nyelvében.
Például a Római Birodalomban beszélt vulgáris latin a birodalom hanyatlása után továbbra is a lakosság anyanyelve maradt, viszont számos szót átvett az 5. században érkező germán (gót) megszállóktól, akik viszont nyelvüket elvesztették: így került az olaszba és a spanyolba számos – főleg a háborúval és a harccal kapcsolatos – germán szó (ol., sp. guerra ’háború’; ol. guardare ’nézni’, sp. guardar ’őrizni’; ol. bandiera és sp. bandera ’zászló’, stb.) A szupersztrátummal ellentétes hatás a szubsztrátum.